# Monument de l'évolution du textile
Le monument de l'évolution du textile (arabe : نصب صناعة النسيج بقصر هلال) est un monument sculptural situé au centre de la ville de Ksar Hellal en Tunisie, qui symbolise le développement de l'industrie textile dans cette ville qui est connue comme la capitale nationale dans ce domaine,.
Conçu et exécuté par le sculpteur tunisien Abdelfattah Boussetta en 1997, le monument est également connu sous le nom de Hmmama (arabe : حمامة) qui signifie « pigeon », en raison de l'incarnation du pigeon au sommet du monument, à travers lequel le sculpteur a voulu décrire le mouvement de départ (développement et ambition). Comme il s'est appuyé sur le textile et l'industrie comme symboles pour la ville de Ksar Hellal, en adoptant les éléments traditionnels du textile local, l'artiste décrit ainsi l'histoire de l'évolution et la créativité de la ville dans le secteur de l'industrie textile qui a traversé le monde.
Les matériaux utilisés sont le cuivre, le bronze et l'acier.

Monument vu sous différents angles
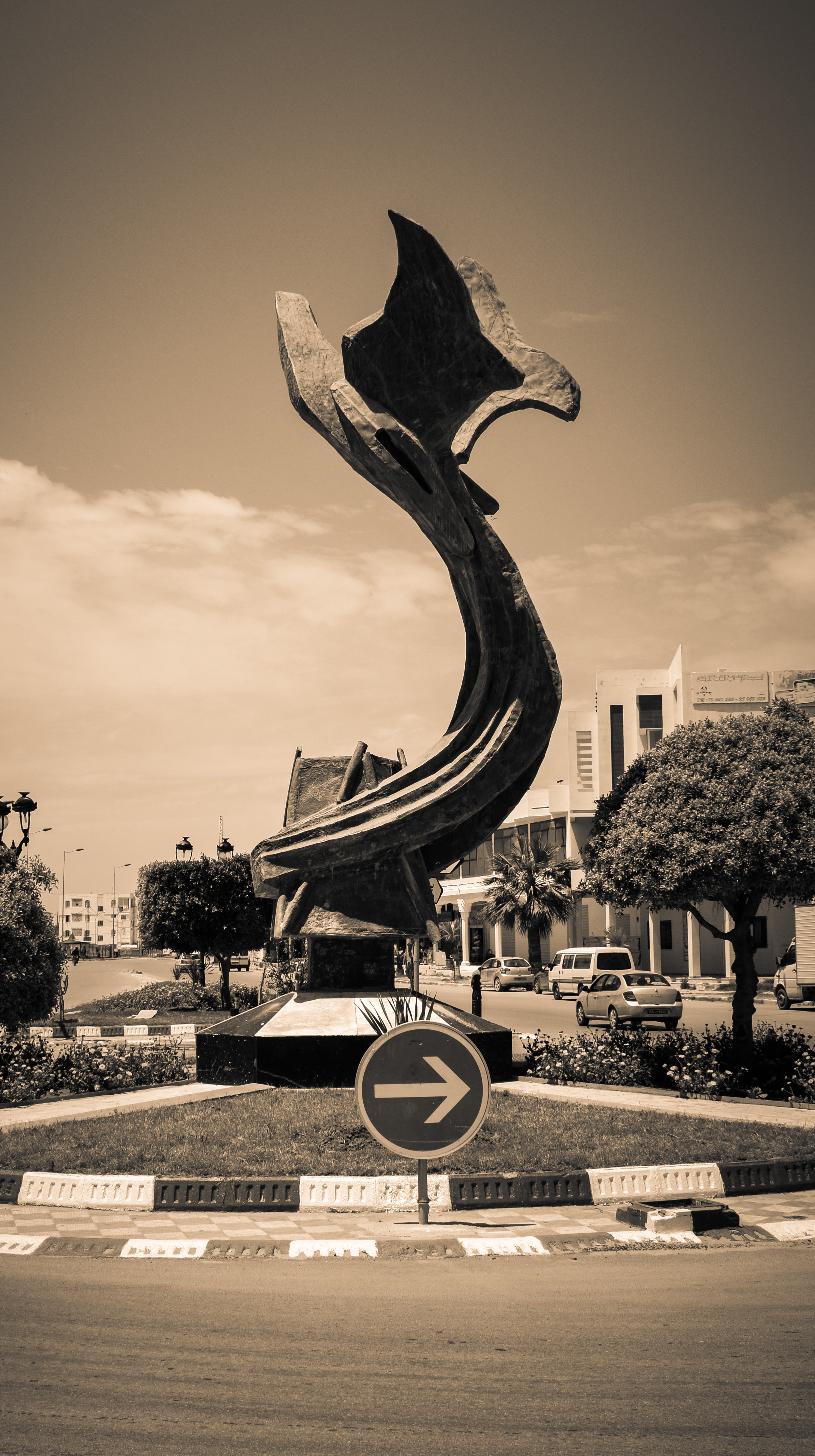
Vue de face.
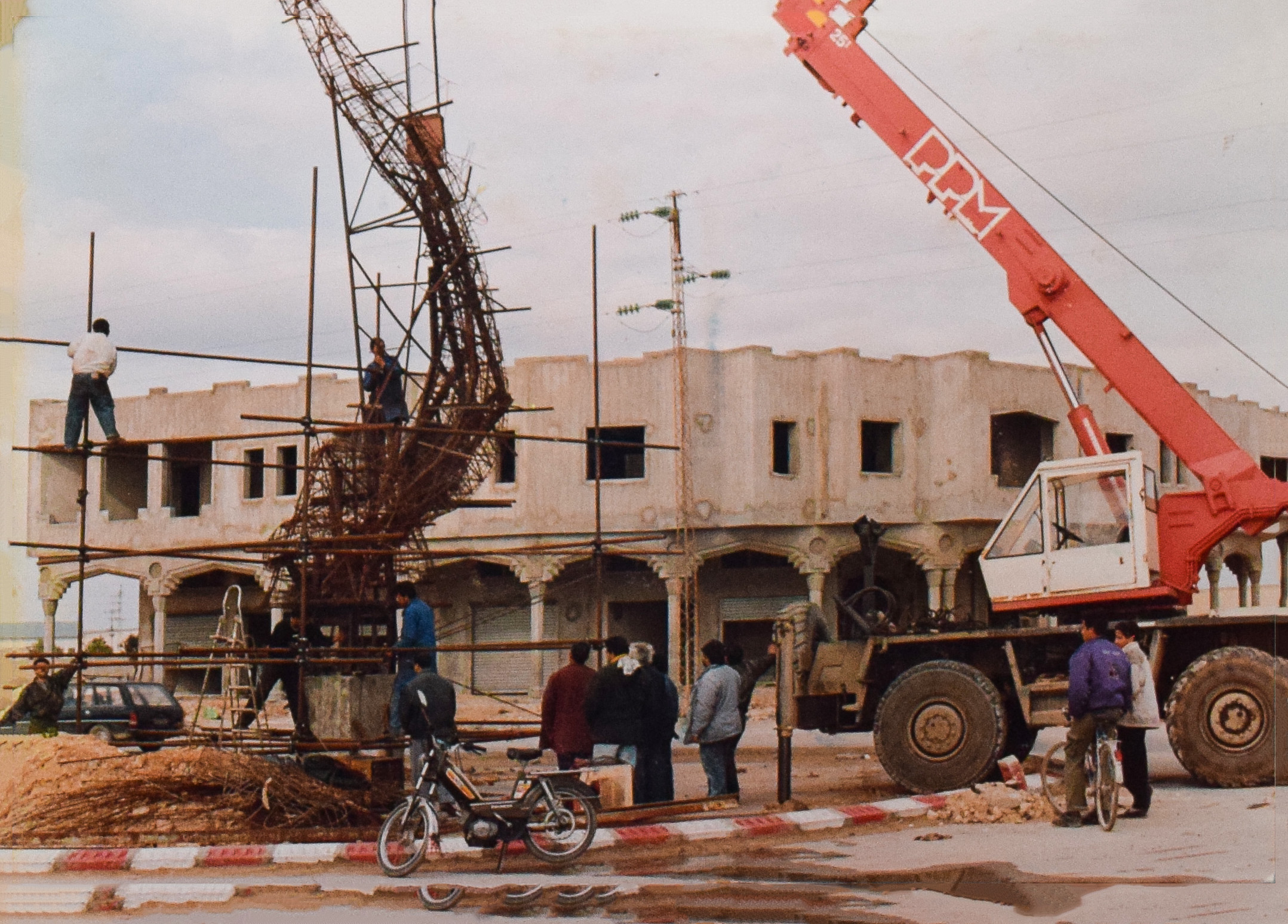
Monument lors de sa construction en 1997.
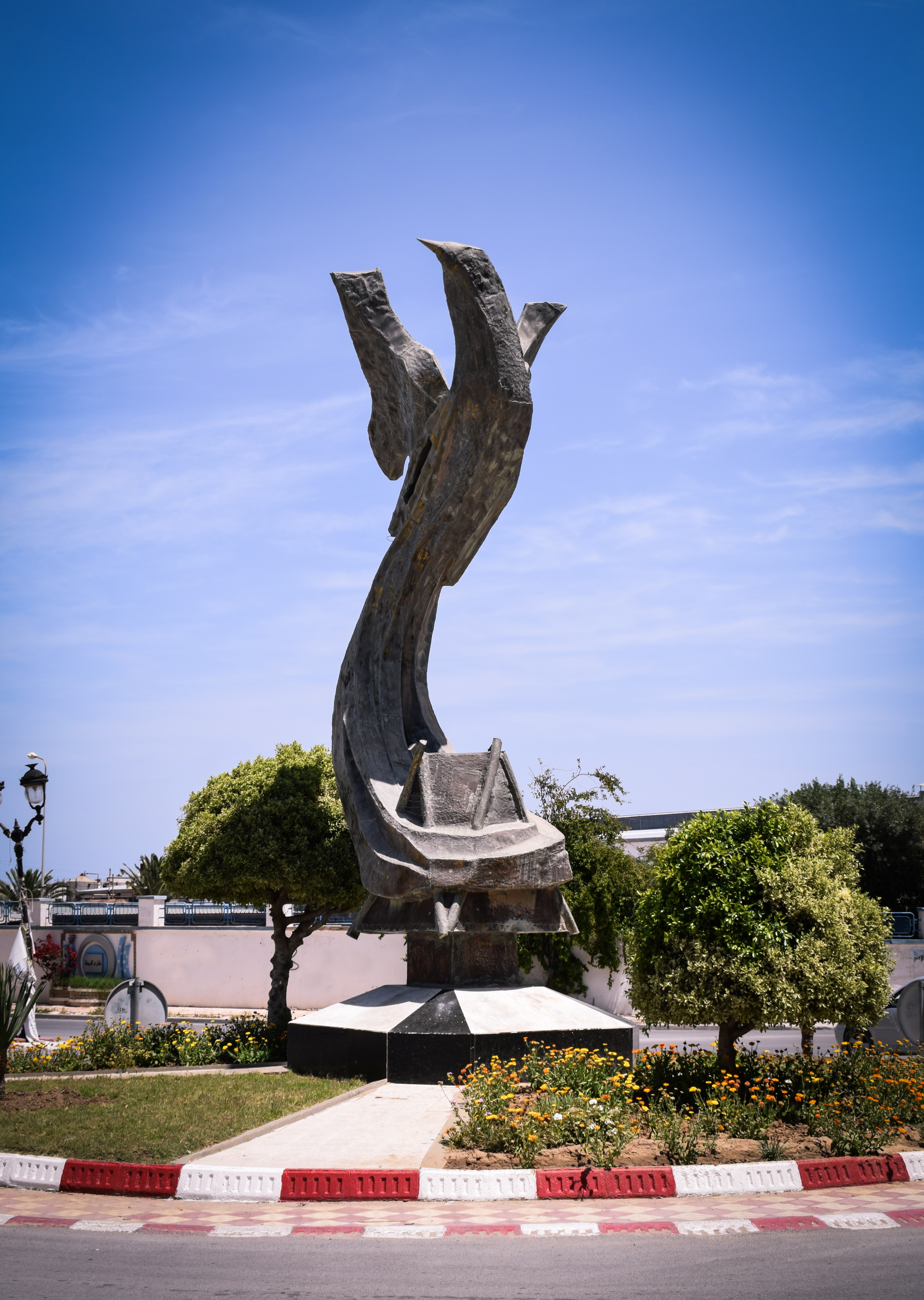
Vue de côté.